# Vanilla kinabaluensis
Vanilla kinabaluensis ist eine Pflanzenart aus der Gattung Vanille (Vanilla) in der Familie der Orchideen (Orchidaceae). Sie wächst als Kletterpflanze in Südostasien.

## Beschreibung
Vanilla kinabaluensis ist eine immergrüne Kletterpflanze, sie erreicht eine Wuchshöhe von sechs Meter und mehr. Die Blätter sind länglich bis lanzettlich, sie enden in einer kurzen aufgesetzten, deutlich stumpfen Blattspitze. Der Blattstiel ist bis 1,5 Zentimeter lang, das ganze Blatt misst bis zu 32 Zentimeter in der Länge und elf Zentimeter in der Breite.
Der traubige Blütenstand ist mit bis zu 30 Zentimeter relativ lang. Er kann bis zu 165 Blüten enthalten, die nacheinander aufblühen. Die Tragblätter sind oval, etwas spitz endend und etwa 0,5 Zentimeter groß. Die Blüten sind gelb, die Lippe weiß mit roter Zeichnung. Die Sepalen sind länglich-oval bis lanzettlich, meist oberhalb der Mitte am breitesten, 5,3 bis sechs Zentimeter lang und zwei Zentimeter breit, die Ränder leicht eingerollt. Die Petalen sind in Form und Dimension ähnlich, mit 2,4 Zentimeter etwas breiter, stumpfer am Ende, auf der Außenseite deutlich gekielt. Die Lippe ist dreilappig mit drei längs verlaufenden Kielen, die nach vorne zu in feineren Lamellen auslaufen. Der Rand der Lippe ist stark gewellt. Mittig auf der Lippe sitzt ein Haarbüschel. Auf weißem Grund ist die Lippe an der Basis purpurrot geadert, vorne sitzt ein gelber, rot überlaufener Fleck. Die Säule wird 4,2 Zentimeter lang, sie ist auf drei Viertel ihrer Länge mit den Seiten der Lippe zu einer Röhre verwachsen.

## Verbreitung
Vanilla kinabaluensis kommt auf Borneo und der Malaiischen Halbinsel vor. Sie wächst in Regenwäldern in Höhenlagen von 900 bis 1000 Meter.

## Systematik und botanische Geschichte
Diese Orchidee wurde 1936 von Cedric Errol Carr beschrieben. Der Name bezieht sich auf den Berg Kinabalu, den höchsten Berg Malaysias.
Innerhalb der Gattung Vanilla wird Vanilla kinabaluensis in die Untergattung Xanata und dort in die Sektion Thetya, die alle Arten der Paläotropis enthält, eingeordnet. Nach Portères ähnelt sie der auf Borneo vorkommenden Vanilla abundiflora, hat aber größere Blüten und es fehlen ihr die Anhängsel an der Säule. Soto Arenas und Cribb benennen eine Verwandtschaftsgruppe nach Vanilla kinabaluensis, diese enthält die Arten Vanilla abundiflora, Vanilla giullianetii, Vanilla kaniensis, Vanilla kempteriana, Vanilla ovalis, Vanilla platyphylla, Vanilla ramificans, Vanilla siamensis, Vanilla seranica, Vanilla sumatrana, Vanilla utteridgei und Vanilla wariensis.